# Acne conglobata
L'acne conglobata è una rara forma di acne, particolarmente grave e deturpante, caratterizzata dall'evoluzione dei comedoni in ascessi che guariscono lasciando evidenti cicatrici, anche di tipo cheloideo.

## Eziologia
L'acne conglobata può rappresentare l'aggravamento di un'acne preesistente o la manifestazione di una recidiva della malattia quando essa è quiescente da tempo.
L'acne conglobata può presentarsi in associazione ad altre due malattie infiammatorie, il pioderma gangrenoso e l'artrite asettica, nell'ambito di una sindrome genetica detta sindrome PAPA.
La causa della malattia è attualmente sconosciuta; è stata rilevata un'associazione con particolari anomalie genetiche, come quelle che riguardano i cromosomi sessuali (cariotipo XXY). Per la sindrome PAPA è stato individuato il locus del gene responsabile sul cromosoma 15. È stata inoltre riscontrata un'associazione tra acne conglobata e abuso di steroidi anabolizzanti di tipo androgenico.

## Presentazione clinica
Le sedi più frequenti delle lesioni sono il torace, le spalle, la schiena e le braccia, oltre che il volto. I comedoni si presentano spesso in gruppi di 2 o 3 e possono evolvere verso la formazione di cisti o di noduli.